# Richard Edgcumbe (Höfling)
Richard John Frederick Edgcumbe MVO (* 12. August 1843; † 3. November 1937) war ein britischer Höfling und Schriftsteller.

## Herkunft
Richard Edgcumbe entstammte einer Seitenlinie der Familie Edgcumbe. Er war der älteste Sohn von George Edgcumbe und dessen Frau Fanny Shelley, damit war er ein Enkel des 2. Earl of Mount Edgcumbe.

## Dienst als Militär und im königlichen Haushalt
Edgcumbe diente zunächst in der Royal Navy, ehe er in die British Army wechselte. Dort diente er im 73. und im 52. Regiment und wurde zum Leutnant befördert. Nach seinem Abschied von der Armee war er von 1875 bis 1882 Sekretär des National Byron Memorial Committee. Ab 1880 war er Sergeant-at-Arms von Königin Victoria. Anlässlich einer Mission von Prinz Narès von Siam in London diente er von 1885 bis 1887 als dessen Privatsekretär. Nach Ende der Mission wurde Edgcumbe Privatsekretär des Lord Chamberlain und des Lord Steward of the Household. Nach dem Tod von Königin Victoria 1901 wurde er Sergeant-at-Arms von König Eduard VII. und nach dessen Tod 1910 von König Georg V., bis er 1921 in den Ruhestand trat. Für seine Dienste erhielt er vom Königshaus mehrere Auszeichnungen, unter anderem 1887 die Jubilee Medal und 1897 die Spange zur Jubilee Medal. 1921 wurde er als Member in den Royal Victorian Order aufgenommen. Daneben diente er noch als Friedensrichter für Berkshire und als Hauptmann der Miliz von Buckinghamshire.

## Veröffentlichungen
Edgcumbe schrieb mehrere Bücher und zahlreiche Zeitschriftenartikel, unter anderem:
- Byron: the last phase. John Murray, London 1909
- History of the Byron Memorial. Effingham Wilson, London 1883
- Edward Trelawny. A biographical sketch. W. H. Luke, Plymouth 1882

Dazu war er Herausgeber des Tagebuchs seiner Mutter: Diary of Frances Lady Shelly 1818-1873, London 1912/13.

## Familie und Nachkommen
Edgcumbe hatte 1872 Mary Louisa Monck geheiratet, die zweite Tochter von John Bligh Monck und dessen Frau Elizabeth Margaret Yates aus Reading. Mit ihr hatte er einen Sohn, Kenelm Edgcumbe. Nach dem Tod seiner Frau 1923 heiratete er 1926 Henrietta Constance Jones, eine Tochter von John Jones aus Newton-le-Willows. Seine zweite Ehe blieb kinderlos, sein Erbe wurde sein einziges Kind Kenelm, der 1944 den Titel Earl of Mount Edgcumbe erbte.